# Värmemotstånd
Värmemotstånd är en egenskap som beskriver ett materialskikts isoleringsförmåga. Det kan beräknas genom att tjockleken på skiktet, i meter, delas med materialets värmeledningsförmåga eller konduktivitet (λ-värdet). Värmemotståndet betecknas R och har enheten m²·K/W (kvadratmeter och kelvin per watt).

## Att beräkna R-värdet
Vid beräkning av totala värmemotståndet i en byggdel med flera skikt, som värmen passerar efter varandra, använder man samma formel som vid beräking av elektriskt motstånd. Det totala värmemotståndet blir summan av delarnas motstånd.
{\displaystyle R_{serie}=R_{1}+R_{2}+R_{3}+...}

## Övergångsmotstånd
För att beräkna det totala värmemotståndet i exempelvis en yttervägg behöver man även addera värmemotståndet i materialet med övergångsmotståndet från luften inomhus till väggen och från väggen till luften utomhus. Övergångsmotståndet i en vägg är sammanlagt ungefär 0,17 m²·K/W. Det innebär att i normalfallet blir det högsta möjliga U-värdet för en vägg utan eget värmemotstånd strax under 6 W/(m²·K), i exempelvis en tunn plåtvägg. Detta bara på grund av övergångsmotståndet i ytskikten.

## U-värde
Det inverterade värmemotståndet används också och kallas värmegenomgångskoefficient eller U-värde. U-värdet anger hur mycket värme som strömmar genom 1 m² av en byggnadsdel vid en temperaturskillnad på 1 °C mellan den varma och kalla sidan. U-värdet betecknades tidigare K-värde. U-värdet betecknas U och har enheten W/(m²·K) (watt per kvadratmeter och kelvin).
En nybyggd yttervägg har i allmänhet ett U-värde mellan 0,10 W/(m²·K) och 0,20 W/(m²·K). Ett isolerglas till fönster kan ha ett U-värde omkring 0,9 W/(m²·K), och en enkel fönsterglasruta utan beläggning kan ha ett U-värde kring 5 W/(m²·K). I byggprodukter kan U-värdet anges antingen för en hel konstruktion (t.ex. ett helt fönster), eller endast för en del av produkten (t.ex. glasets mittpunkt, där U-värdet ofta är lägre).

## Att beräkna U-värdet
Vid beräkning av U-värdet i en byggdel med flera skikt inverterar man det totala värmemotståndet. Eftersom värmemotståndet är det inverterade U-värdet blir det totala U-värdet summan av de olika skiktens inverterade U-värden:
{\displaystyle U_{total}={\frac {1}{{\frac {1}{U_{1}}}+{\frac {1}{U_{2}}}+{\frac {1}{U_{3}}}+...}}}
Till exempel kan en hålrumsvägg beskrivas enligt följande tabell:
| Tjocklek | Material     | Konduktivitet (λ) | Värmemotstånd = tjocklek / λ | U-värde = 1 / Värmemotstånd |
| -------- | ------------ | ----------------- | ---------------------------- | --------------------------- |
| —        | Utvändig yta | —                 | 0,04 K⋅m²/W                  | 25 W/m²K                    |
| 0,10 m   | Tegelstenar  | 0,77 W/(m⋅K)      | 0,13 K⋅m²/W                  | 7,7 W/m²K                   |
| 0,05 m   | Glasull      | 0,04 W/(m⋅K)      | 1,25 K⋅m²/W                  | 0,8 W/m²K                   |
| 0,10 m   | Betongblock  | 1,13 W/(m⋅K)      | 0,09 K⋅m²/W                  | 11 W/m²K                    |
| —        | Invändig yta | —                 | 0,13 K⋅m²/W                  | 7,7 W/m²K                   |

I detta exempel är det totala värmemotståndet 1,64 K⋅m²/W. Värmeledningsförmågan för konstruktionen är det reciproka värdet av det totala värmemotståndet. Värmeledningsförmågan för denna konstruktion är därför 0,61 W/(m²⋅K).
(Observera att detta exempel är förenklat eftersom det inte tar hänsyn till eventuella metallkopplingar, luftspalter som avbryter isoleringen eller murbruksfogar mellan tegelstenarna och betongblocken.)